# Aphanopora echinobrissoides
Aphanopora echinobrissoides is een zee-egel uit de familie Neolampadidae.
De wetenschappelijke naam van de soort werd in 1903 gepubliceerd door Johannes Cornelis Hendrik de Meijere.